# Kostel (Chorwacja)
Kostel – wieś w Chorwacji, w żupanii krapińsko-zagorskiej, w mieście Pregrada. W 2011 roku liczyła 137 mieszkańców.